# Windpark Berching

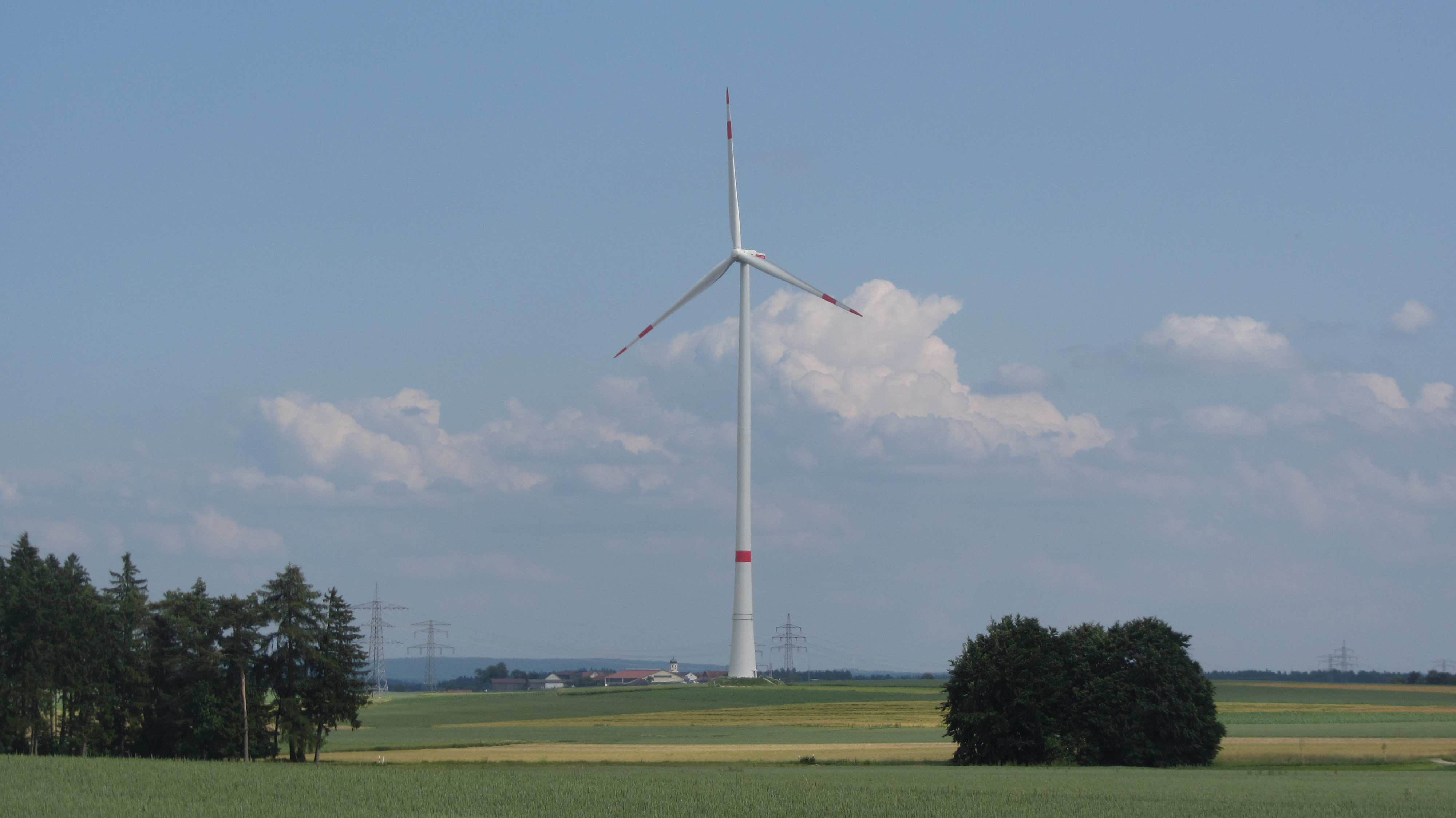
Eine Windkraftanlage des Typs REpower 3.2M114 im Windpark Berching

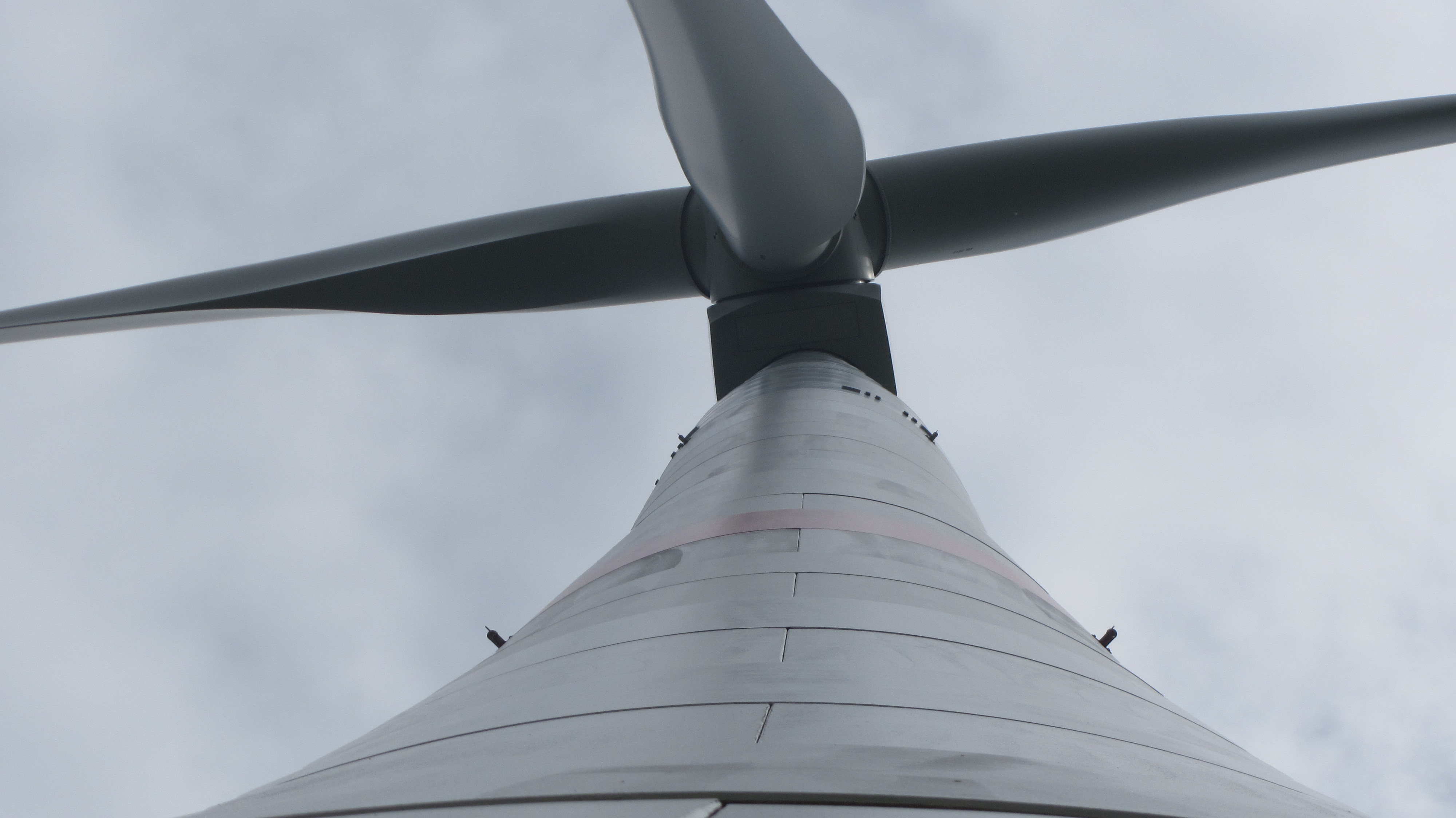
Ansicht einer REpower-Anlage von unten

Der Bürgerwindpark Berching befindet sich auf einer Hochfläche östlich der Stadt Berching im Landkreis Neumarkt in der Oberpfalz (Bayern) zwischen Nürnberg, Ingolstadt und Regensburg. Er besteht aus zehn Windkraftanlagen mit einer Gesamtleistung von 26,9 Megawatt sowie einem eigens errichteten 110-kV-Umspannwerk. Betrieben werden die Windkraftanlagen von Gesellschaften der Firmengruppen Max Bögl, Windpower sowie Wust - Wind und Sonne. Das Bayerische Wirtschaftsministerium zeichnete 2014 die Windpower GmbH für das Projekt Bürgerwindpark Berching als Gestalter der Energiewende aus.

## Allgemeine Informationen
Die Windpower GmbH aus Regensburg hat in Kooperation mit der Firma Max Bögl aus Sengenthal bei Neumarkt den größten Teil des Bürgerwindparks Berching in den Jahren 2012 und 2013 errichtet. Die sieben Binnenland-Windkraftanlagen der Drei-Megawatt-Klasse der Firma Senvion kommen auf eine installierte Leistung von 22 MW und erzeugen rund 50 Millionen kWh Ökostrom pro Jahr. Das entspricht rechnerisch 150 Prozent des Verbrauchs der Stadt Berching, Gewerbe- und Industriestrom inklusive. Der Windpark spart so jedes Jahr ca. 45.000 Tonnen Kohlenstoffdioxid ein.
Finanziert wurde der Windpark als Bürgerwindpark. Über 2.300 Personen sowie acht Kommunen sind an den Windkraftanlagen direkt über die Betreibergesellschaften oder indirekt über den Maxwind Fonds, den Oberpfälzer Windfonds sowie über mehrere Bürgerenergiegenossenschaften beteiligt.

## Geschichte
Die erste Windkraftanlage, eine Enercon E-40/5.40, wurde 1998 errichtet. Ihr folgten im Jahr 2001 zwei weitere Anlagen, eine Enercon E-58 sowie eine NEG Micon NM60/1000. 2012 erfolgte die größte Erweiterung des Windparks durch sechs Windkraftanlagen des Typs Senvion 3.2M114 mit einem Rotordurchmesser von 114 Meter und einer Nabenhöhe von 143 Meter. Sie ernten Wind auf 10.207 m², dies entspricht einer Fläche von eineinhalb Fußballfeldern. Baubeginn dieser ersten sechs Anlagen war am 23. April 2012, die ersten Anlagen speisten im August erstmals Strom ins Netz ein. Beim Aufbau dieser Anlagen kam ein neuartiger Kletterkran der Firma Max Bögl aus Sengenthal zum Einsatz. Die Fertigstellung aller Anlagen erfolgte im Oktober. Zum Zeitpunkt der Errichtung gehörten sie zu den größten Windkraftanlagen Bayerns. Parallel zum Bau der Windkraftanlagen wurde ein 110-kV-Umspannwerk zur Einspeisung des Windstroms errichtet. Dieses ist direkt an die durch den Windpark laufende 110-kV-Leitung Neumarkt-Sittling angeschlossen. Somit speisen diese Windenergieanlagen unmittelbar auf Höchstspannungsebene in das überregionale Stromnetz ein, wodurch die Leitungsverluste sehr gering sind. Die Bürgerwindgesellschaft Windpower GmbH & Co. Jura-Windkraftwerke KG, gegründet im Jahr 1998 mit 80 Gesellschaftern aus der Region, hat 2013 im Windpark Berching das erste bayerische Repoweringprojekt durchgeführt. Als Repowering-Ersatz für die Enercon E-58 wurde eine siebte Senvion 3.2M114-Anlage errichtet. Die Altanlage wurde Ende 2013 gleichzeitig mit der Inbetriebnahme der modernen Anlage abgeschaltet und einige Monate später demontiert. Sie wurde in Osteuropa wieder neu aufgebaut. Gleichzeitig wurde eine Vestas V112-3.0MW gebaut, welche ebenfalls als Bürgerwindkraftanlage betrieben wird.

## Windkraftanlagen
| Typ                 | Koordinaten        | Leistung (kW) | Baujahr | Nabenhöhe (m) | Rotordurchmesser (m) | Gesamthöhe (m) | Betreiber                                                  | Bemerkungen                 |
| ------------------- | ------------------ | ------------- | ------- | ------------- | -------------------- | -------------- | ---------------------------------------------------------- | --------------------------- |
| Enercon E-58        | WEA 1 (demontiert) | 1000          | 2001    | 70            | 60                   | 100            | Windpower GmbH & Co. Jura-Windkraftwerke KG                | Abbau 2013 wegen Repowering |
| Senvion 3.2M114     | WEA 1 (neu)        | 3170          | 2013    | 143           | 114                  | 200            | Windpower GmbH & Co. Jura-Windkraftwerke KG                |                             |
| NEG Micon NM60/1000 | WEA 2 (bestehend)  | 1000          | 2001    | 70            | 60                   | 100            |                                                            |                             |
| Enercon E-40/5.40   | WEA 3 (bestehend)  | 500           | 1998    | 65            | 40                   | 85             |                                                            |                             |
| Senvion 3.2M114     | WEA 4              | 3170          | 2012    | 143           | 114                  | 200            | Windpower GmbH & Co. Berching 1 KG – Oberpfälzer Windfonds |                             |
| Senvion3.2M114      | WEA 5              | 3170          | 2012    | 143           | 114                  | 200            | Windpower GmbH & Co. Berching 2 KG – Oberpfälzer Windfonds |                             |
| Senvion 3.2M114     | WEA 6              | 3170          | 2012    | 143           | 114                  | 200            | WP Berching GmbH & Co. KG                                  |                             |
| Senvion 3.2M114     | WEA 7              | 3170          | 2012    | 143           | 114                  | 200            | WP Berching GmbH & Co. KG                                  |                             |
| Senvion 3.2M114     | WEA 8              | 3170          | 2012    | 143           | 114                  | 200            | Windpower GmbH & Co. Berching 3 KG – Oberpfälzer Windfonds |                             |
| Senvion 3.2M114     | WEA 9              | 3170          | 2012    | 143           | 114                  | 200            | Windpower GmbH & Co. Berching 4 KG – Oberpfälzer Windfonds |                             |
| Vestas V112-3.0MW   | WEA 10             | 3050          | 2013    | 140           | 112                  | 196            | BWE Ernersdorf-Berching                                    |                             |